# Christine Bard
 (décembre 2023).
Pour les articles homonymes, voir Bard.
Christine Bard (née en 1965) est une historienne française spécialiste de l'histoire des femmes, du genre, du féminisme et de l'antiféminisme.

## Biographie

### Jeunesse et formation
Née à Jeumont (Nord), Christine Bard étudie l'histoire à l'université Lille-III puis prépare sa thèse, sous la direction de Michelle Perrot, à l'université Paris 7. Elle travaille sur l'histoire des féminismes en France entre 1914 et 1940. Cette thèse, soutenue en 1993, est publiée sous le titre Les Filles de Marianne, chez Fayard.  

### Carrière universitaire
En 1995, elle devient maîtresse de conférences en histoire contemporaine à l'université d'Angers. Entre 2000 et 2005, elle est membre junior de l'Institut universitaire de France, puis nommée membre senior en 2020. En 2004, elle devient professeure dans la même université. Elle est membre du laboratoire TEMOS CNRS FRE-2015 (Temps, mondes, sociétés) qui fait suite au Centre de recherches historiques de l'Ouest (CERHIO).
En 2018, elle est professeure invitée à l'université de New York.

### Engagements associatifs
Elle crée en 2000, l'association Archives du féminisme, qu'elle préside. Les Archives du féminisme collectent et valorisent les archives des associations et militantes féministes. Elles sont à l'origine de la création du Centre des archives du féminisme à la bibliothèque universitaire de Belle Beille à Angers, le 3 octobre 2000.
Elle apporte son soutien à la cause féministe et LGBT.

### Vie privée
Christine Bard est pacsée depuis 2001 avec Corinne Bouchoux, sénatrice (EÉLV) de Maine-et-Loire de 2011 à 2017.

## Thématiques de recherche
Spécialiste de l'histoire de la France contemporaine (XIXe-XXe siècles), Christine Bard consacre ses recherches à l'histoire des femmes et du genre : histoire des féminismes, histoire de l'antiféminisme, histoire des sexualités, histoire du genre en politique, histoire des significations du vêtement, en particulier l'histoire et l'actualité du pantalon et de la jupe comme marqueurs de genre et enjeux politiques ; enjeux historiographiques, mémoriels et archivistiques de l'histoire des femmes et du genre, transmission pédagogique à un public large. Ses recherches ont fait l'objet de nombreuses conférences et publications.
Depuis 2004, elle dirige de  nombreuses thèses sur un large spectre de l’histoire des femmes au XXe siècle : féminisme, jeunesse, sport, travail, médias, politique, sexualité vénale, vêtement, art, corps politique, folie.

## Responsabilités scientifiques
Christine Bard fédère les recherches interdisciplinaires sur le genre, à l'université d'Angers et dans les Pays de la Loire. En 2002, elle organise le colloque Le Genre des territoires.
De 2008 à 2017, elle dirige la structure fédérative de recherche SFR Confluences, qui fédère les laboratoires en lettres, langues, sciences humaines, droit, économie et gestion de l'université d'Angers.
Entre 2007 et 2011, elle co-anime l’axe « Genre, jeunes, identités sociales » du Centre d’histoire de Sciences Po.
En 2012, le groupement d'intérêt scientifique (GIS) Institut du Genre est créé à l'initiative de l’Institut des Sciences Humaines et Sociales du CNRS. Christine Bard fait partie du premier conseil scientifique de cet institut.
Elle pilote le programme de recherche GEDI (Genre et discriminations sexistes et homophobes) (2014-2017) porté par la SFR Confluences et réunissant une centaine de membres. Ce programme a donné naissance à un master Études sur le genre, ouvert en 2017 à l'échelle de l'UBL (université Bretagne Loire).
Elle participe au projet international SAVIE-LGBTQ (Savoirs sur l'inclusion et l'exclusion des personnes LGBTQ) porté par Line Chamberland (UQAM) à Montréal.
Chaque année depuis 2005, elle organise avec Yves Denéchère à l'université d'Angers le cycle Histoire et mémoire des déportations.

## Édition scientifique
Elle crée en 2004 Musea, musée virtuel d'histoire des femmes et du genre, édité par l'université d'Angers. Elle en dirige le comité scientifique. Elle a notamment conçu deux expositions : Femmes au masculin et Visages du suffragisme français.
Elle publie avec Annie Metz, sous la direction de Valérie Neveu le Guide des sources de l'histoire du féminisme, édité aux PUR en 2006 . Ce guide est mis en ligne et actualisé sur le site des Archives du féminisme.
Elle dirige la collection Archives du féminisme aux Presses universitaires de Rennes créée en 2006 (29 ouvrages parus au 10/12/2018).
Elle est membre des comités de rédaction de la revue Clio. Femmes, Genre, Histoire de 1995 à 2005 et de la revue du centre d'histoire de Sciences Po Histoire@politique de 2007 à 2014.
Elle fait partie du comité scientifique de la revue Travail, Genre et sociétés.
Elle a dirigé avec la collaboration de Sylvie Chaperon  le Dictionnaire des féministes : France, XVIIIe – XXIe siècle publié en février 2017, par les Presses Universitaires de France.

## Distinctions

### Récompense
- Barbara Kanner Prize for scholarly excellence in bibliographical work (États-Unis), 2007 pour Guide des sources de l’histoire du féminisme.

### Décoration
- Chevalière de l'ordre des Palmes académiques, décret du 10 juillet 2015.

## Publications

### Ouvrages
- Les Filles de Marianne. Histoire des féminismes. 1914-1940, Paris, Fayard, 1995.
- Les Garçonnes. Modes et fantasmes des Années folles, Paris, Flammarion, 1998.
- Les Femmes dans la société française au XXe siècle, Paris, Armand Colin, 2001, 2e édition revue, 2003, traduit en allemand : Die Frauen in der französischen Gesellschaft des 20. Jahrhunderts, Bonn, Böhlau Verlag, 2008.
- Ce que soulève la jupe - Identités, transgressions, résistances, Autrement, 2010, traduit en suédois.
- Une histoire politique du pantalon, Le Seuil, 2010, édition augmentée avec un post-scriptum en Points Seuil, 2014. Traduit en espagnol, en turc et en russe.
- Le féminisme au-delà des idées reçues, Le Cavalier bleu, 2012.
- Les insoumises. La révolution féministe, Le Monde, Collection Les Rebelles, 2013.
- Les garçonnes : mode et fantasmes des Années folles, 2021 (ISBN 978-2-7467-6287-9 et 2-7467-6287-0, OCLC 1275244246, lire en ligne).
- L'histoire traverse nos peaux douces, livre 1 : Jack, Éditions iXe, 2022.
- Édition critique par Christine Bard concernant Madeleine Pelletier, Mémoires d’une féministe intégrale, Paris, Gallimard, « Folio histoire », 2024.

### Direction d'ouvrages
- Madeleine Pelletier (1874-1939). Logique et infortunes d'un combat pour l'égalité, Paris, Côté-Femmes, 1992, 209 p.
- avec Nicole Pellegrin, Femmes travesties : un "mauvais" genre, Clio. Histoire, femmes et sociétés, no 10, 1999
- Un siècle d’antiféminisme, préface de Michelle Perrot, Paris, Fayard, 1999, 484 p., traduit en espagnol : Un siglo de antifeminismo, Madrid, Biblioteca Nueva, 2000, 413 p.
- avec Frédéric Chauvaud, Michelle Perrot, Jacques-Guy Petit, Femmes et Justice XIXe-XXe siècles, Rennes, PUR, 2002, 375 p.
- avec Christelle Taraud, ProstituéEs, Clio, n° 17, 2003, 307 p.
- Le Genre des territoires, Angers, Presses de l'université d’Angers, 2004, 348 p.
- avec Christian Baudelot et Janine Mossuz-Lavau, Quand les femmes s’en mêlent. Genre et pouvoir, Paris, La Martinière, 2004, 382 p.
- avec Annie Metz et Valérie Neveu, Guide des sources de l’histoire du féminisme, Rennes, PUR, collection « Archives du féminisme », 2006, 442 p. , prix Barbara Kanner Prize for scholarly excellence in bibliographical work (États-Unis)
- avec Janine Mossuz-Lavau, Le Planning familial : histoire et mémoire, Rennes, PUR, collection « Archives du féminisme », 2007, 210 p.
- Femmes et pouvoir, Histoire@Politique, no 1, mai 2007
- avec Claire Andrieu, Femmes en résistance à Ravensbrück, Histoire@Politique, no 5, mai-août 2008
- Les féministes de la deuxième vague, Rennes, PUR, Archives du féminisme, 2012
- avec Sylvie Chaperon, Dictionnaire des féministes : France, XVIIIe – XXIe siècle, Paris : PUF, 2017
- avec Mélissa Blais et Francis Dupuis-Déri (dir.), Antiféminismes et masculinismes d'hier à aujourd'hui, PUF, 2019
- avec Fredérique Nan, Dire le genre, avec le corps, CNRS Éditions, 2019
- avec Jean-Marie Durand, Mon genre d'histoire, PUF, 2021

### Ouvrages collectifs
- avec la collaboration de F. El Amrani et Bibia Pavard, Histoire des femmes dans la France des XIXe et XXe siècles,  Paris, Ellipses, 2013
- avec Bibia Pavard dir., Femmes outsiders en politique, Parlement[s], no 19, 2013
- avec G. Bertin et L. Guillaud, Figures de l'utopie, hier et aujourd'hui, Rennes, PUR, 2014
- avec S. Steinberg (dir.), S. Boehringer, G. Houbre et D. Lett, Une histoire des sexualités, Paris, PUF, 2018

### Expositions
- Visages du suffragisme français, exposition virtuelle sur Musea (avec Valérie Neveu), en ligne depuis le 1er décembre 2007
- Femmes au masculin, exposition virtuelle sur Musea, depuis le 8 mars 2005